# زاك ولز
زاك ولز (بالإنجليزية: Zach Wells)‏ (26 فبراير 1981 في الولايات المتحدة - ) هو لاعب كرة قدم أمريكي في مركز حراسة المرمى. شارك مع منتخب الولايات المتحدة لكرة القدم. أما مع النوادي، فقد لعب مع دي.سي. يونايتد ونيويورك ريد بولز وهيوستن دينامو.

## وصلات خارجية
- زاك ولز على موقع الدوري الأمريكي (الإنجليزية)
- زاك ولز على موقع قاعدة بيانات كرة القدم.إي يو (الإنجليزية)